# Альтландсберг
Альтландсберг (нім. Altlandsberg) — місто в Німеччині, розташоване в землі Бранденбург. Входить до складу району Меркіш-Одерланд.
Площа — 106,21 км2. Населення становить 9662 ос. (станом на 31 грудня 2020).

## Демографія
- Динаміка населення з 1875 року в сучасних кордонах (Синя лінія: населення; Пунктир: відносна порівняльна динаміка населення землі Бранденбург; Сірий фон: період Третього рейху; Помаранчевий фон: період НДР)
- Динаміка населення (синя лінія) і прогнози

| Рік  | Населення |
| ---- | --------- |
| 1875 | 3 875     |
| 1890 | 4 214     |
| 1910 | 4 437     |
| 1925 | 6 029     |
| 1939 | 8 188     |
| 1950 | 9 326     |
| 1964 | 5 935     |

| Рік  | Населення |
| ---- | --------- |
| 1971 | 5 853     |
| 1981 | 5 043     |
| 1985 | 4 942     |
| 1990 | 4 799     |
| 1995 | 5 265     |
| 2000 | 7 903     |
| 2005 | 8 677     |

| Рік  | Населення |
| ---- | --------- |
| 2010 | 8 806     |
| 2015 | 9 158     |
| 2016 | 9 298     |
| 2017 | 9 371     |
| 2018 | 9 490     |
| 2019 | 9 526     |
| 2020 | 9 662     |

Джерела даних вказані на Wikimedia Commons.

## Галерея

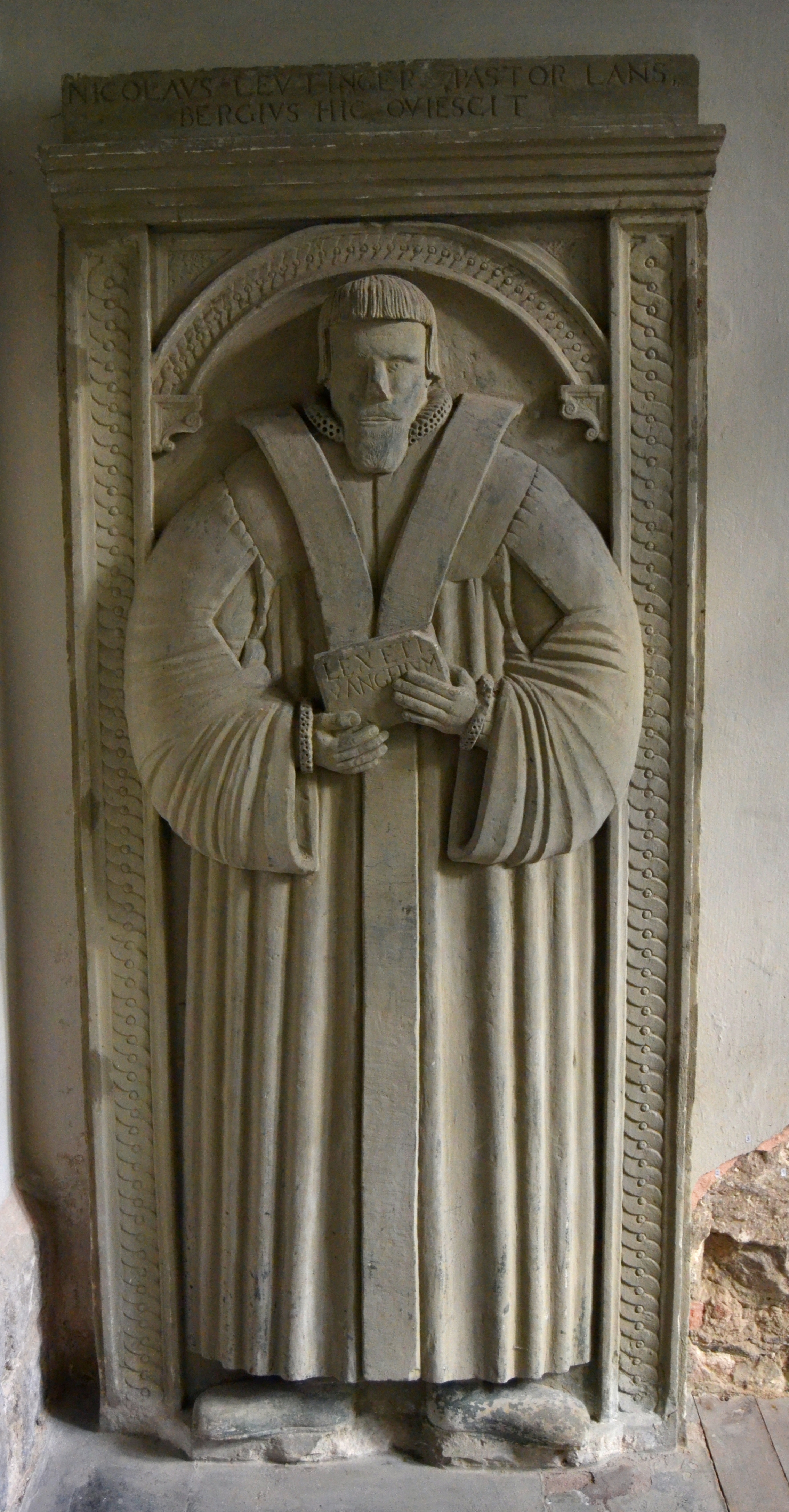
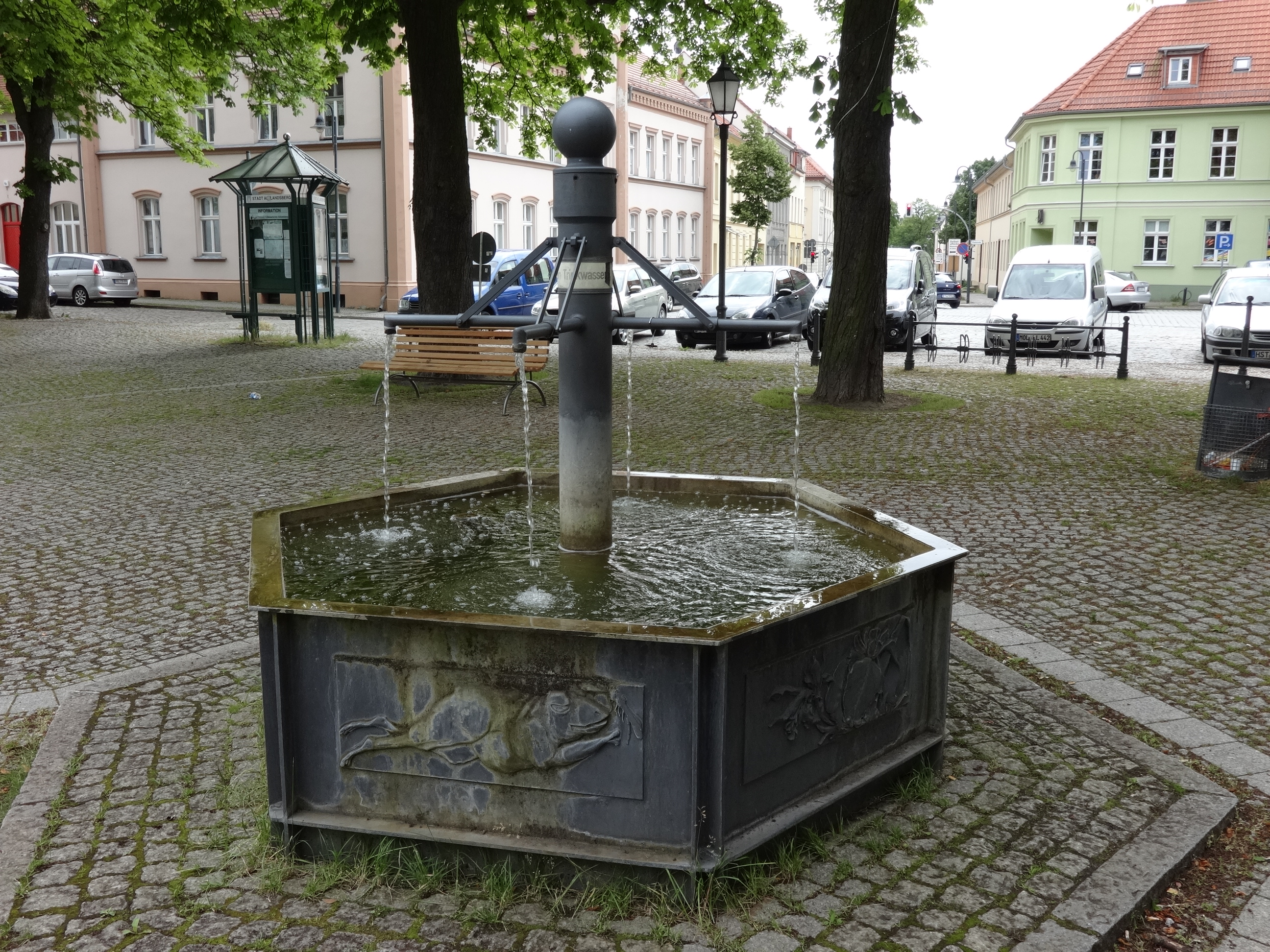